# Зенсвиллер
Зенсвиллер (фр. Zinswiller) — коммуна на северо-востоке Франции в регионе Гранд-Эст (бывший Эльзас — Шампань — Арденны — Лотарингия), департамент Нижний Рейн, округ Агно-Висамбур, кантон Рейшсоффен. До марта 2015 года коммуна административно входила в состав упразднённого кантона Нидербронн-ле-Бен (округ Агно).
Площадь коммуны — 7,14 км², население — 822 человека (2006) с тенденцией к стабилизации: 783 человека (2013), плотность населения — 109,7 чел/км².

## Население
Население коммуны в 2011 году составляло 797 человек, в 2012 году — 788 человек, а в 2013-м — 783 человека.
| 1962 | 1968 | 1975 | 1982 | 1990 | 1999 | 2006 | 2008 | 2011 | 2012 | 2013 |
| ---- | ---- | ---- | ---- | ---- | ---- | ---- | ---- | ---- | ---- | ---- |
| 820  | 927  | —    | —    | —    | 754  | 822  | 814  | 797  | 788  | 783  |

Динамика населения:

## Экономика
В 2010 году из 538 человек трудоспособного возраста (от 15 до 64 лет) 428 были экономически активными, 110 — неактивными (показатель активности 79,6 %, в 1999 году — 68,4 %). Из 428 активных трудоспособных жителей работали 385 человек (220 мужчин и 165 женщин), 43 числились безработными (21 мужчина и 22 женщины). Среди 110 трудоспособных неактивных граждан 34 были учениками либо студентами, 27 — пенсионерами, а ещё 49 — были неактивны в силу других причин.